# 顾双燕
顾双燕（1978年—），内蒙古奈曼旗人，汉族，中华人民共和国政治人物、第十一届全国人民代表大会内蒙古地区代表。
内蒙古通化奈曼旗明仁苏木保安村村民。2008年起担任全国人大代表。